# Kathy Ireland
Kathy Ireland (Kathleen Marie Ireland, Santa Bárbara, 20 de março de 1963) é uma supermodelo e empresária norte-americana.
Como empresária, Ireland é CEO e designer da sua marca epónima Kathy Ireland Worldwide. Com 15 000 produtos comercializados em 29 países, o seu negócio tem um valor estimado em 1,4 bilhões de dólares. É considerada a modelo mais rica do mundo, com uma fortuna avaliada em 2015 pela revista Forbes de 420 milhões de dólares.

## Origem
Kathy Ireland nasceu em Santa Bárbara, Califórnia, filha de John Ireland, um sindicalista e Barbara Ireland.

## Carreira
Aos 17 anos, Ireland foi descoberta por um agente da Elite Model e enquanto estudava já fazia trabalhos como modelo.
Ireland foi uma modelo de destaque na conceituada revista norte-americana Sports Illustrated Swimsuit Issue por doze vezes, desde a sua primeira aparição em 1984 até 1996. Tem o recorde de ilustrar três capas da revista, juntamente com as modelos Cheryl Tiegs, Christie Brinkley e Daniela Pestová, sendo só superada por Elle Macpherson. Em 1989, Kathy Ireland foi a modelo escolhida para a capa da edição especial comemorativa do 25 º aniversário da revista, que se tornou a edição mais vendida de sempre até hoje.  Voltou a posar para a capa em 1992 e em 1994 dividiu o protagonismo com Rachel Hunter e Elle Macpherson. Como curiosidade, tanto ela como Hunter estavam grávidas no momento.

## Vida pessoal
Ireland vive em Santa Barbara, Califórnia e é casada com Greg Olsen com quem tem três filhos: Erik, nascido em Maio de 1994, Lily, nascida em 27 de Outubro de 1998 e Chloe, nascida em Março de 2003.